# Michel Simplício
Michel Simplício, de son nom complet Michel Simplício Rosseto, né le 26 mars 1986 à São Paulo, est un footballeur brésilien. 
Il évolue au poste d'attaquant.

## Carrière
Joueur du Naval 1er mai de 2008 à 2012, il compte 71 matchs en première division portugaise,.
Il poursuit ensuite sa carrière au Moyen-Orient.

## Statistiques
Mise à jour à l'issue de la saison 2009-2010
| Saison    | Club           | Montant | Division | Matches | Buts |
| --------- | -------------- | ------- | -------- | ------- | ---- |
| 2005      | Figueirense FC |         | I        | 1       | 0    |
| 2006      | Figueirense FC |         | I        | -       | -    |
| 2007      | Figueirense FC |         | I        | -       | -    |
| 2007      | Ponte Preta    |         | II       | 9       | 0    |
| 2008      | GE Brasil      |         | III      | -       | -    |
| 2008-2009 | Naval 1er mai  |         | I        | 25      | 1    |
| 2009-2010 | Naval 1er mai  |         | I        | 25      | 0    |

## Palmarès
- Champion de l'État de Santa Catarina en 2006